# دمای انتقال
دمای انتقال دمایی است که در آن ماده از یک حالت بلوری به حالتی دیگر دگرگون می‌شود. برای نمونه بلورهای گوگرد راست‌لوزی در اثر گرفتن گرما و رسیدن به دمای بالای ۹۶ درجهٔ سانتیگراد به گوگرد تک‌شیب دگرگون می‌شود و اگر سرد شود دوباره به صورت گوگرد راست‌لوزی در می‌آید.
برای بلورهای فرومغناطیسی و فروالکتریک، دمای انتقال با نام نقطه کوری شناخته می‌شود.